# Гринберг, Александр Михайлович
Александр Михайлович Гринберг (род. 19 августа 1924 года, Одесса, УССР, СССР — ум. 1 июля 1997 года, Ташкент, Узбекистан) — советский театральный актёр, режиссёр и педагог, Народный артист Узбекистана (1974).

## Биография
Александр Михайлович Гринберг родился 19 августа 1924 года в городе Одесса. Вскоре его семья переехала в Ташкент, где прошло его детство. Очень рано проявлял большой интерес к театру: участвовал в драматических кружках и самодеятельных любительских постановках спектаклей.
C мая 1942 года воевал на фронте (разведчик), в конце 1943 года после тяжёлого ранения вернулся в Ташкент.
В 1949 году А. М. Гринберг в числе первого выпуска актёрского отделения Ташкентского театрального института (мастерская А. О. Гинзбурга, народного артиста Узбекистана, лауреата Государственной премии СССР).

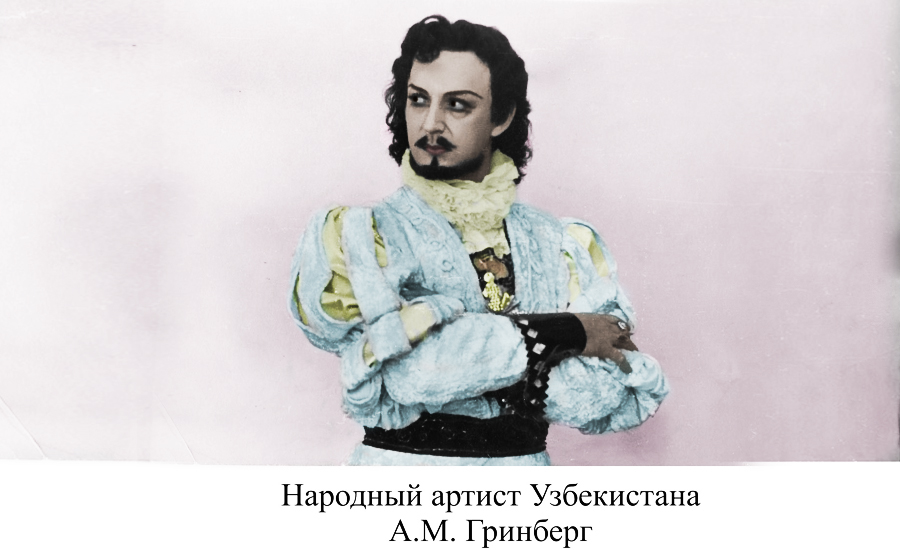

С 1949 года — артист Оренбургского областного драматического театра. Затем работал в Молотове (город Пермь).
С 1955 года актёр и режиссёр Самаркандского государственного русского драматического театра имени А. П. Чехова.
С 1964 по 1986 год главный режиссёр Самаркандского русского драматического театра.
С 1987 года и до конца жизни доцент кафедры режиссуры и народного творчества в Ташкентском институте культуры.

## Творчество
А. М. Гринберг сыграл множество ролей классического и современного репертуара. Среди них такие роли как Фердинанд («Коварство и любовь» Ф. Шиллера), Гамлет («Гамлет» У. Шекспира), Арбенин («Маскарад» М. Лермонтова), Мирзо Улугбек (в пьесе Максуда Шейхзаде «Мирзо Улугбек»), Серёжи Разумова («Четверо под одной крышой»).
За годы творческой деятельности поставил как режиссёр 65 спектаклей мирового классического и современного репертуара, в их числе по пьесам У. Шекспира, Еврипида, М. Лермонтова, А. Н. Островского, А. П. Чехова, Т. Драйзера, О. Уайльда, Т. Уильямса, Ю. О’Нила, Ф. Дюренматта, В. Шукшин, М. Шейхзаде и других.

## Награды
- Народный артист Узбекистана (1974)
- Заслуженный артист Узбекской ССР (1964)[6]
- Орден Трудового Красного Знамени
- Орден Отечественной войны I степени.